# Estelita Bell
Estelita Bell, nome artístico de Esther Daniotti (Rio de Janeiro, 23 de setembro de 1910 — Rio de Janeiro, 12 de abril de 2005), foi uma atriz e dubladora brasileira.
Filha da também atriz Renée Bell (nascida Renée Margarida Magrini) e Paulo Daniotti, formou-se professora. Estelista começou sua vida artística em 1934, tendo abandonado sua carreira de formação pela dramaturgia.
No teatro iniciou em 1934, na Companhia Teatral de Procópio Ferreira, onde atuou em peças. Depois fez diversos trabalhos para emissoras de TV. Na Rede Globo atuou nas novelas: Irmãos Coragem, Assim na Terra Como no Céu, Chega Mais, Quatro Por Quatro, O Fim do Mundo, Salsa e Merengue. Fez os programas humorísticos Chico City, Chico Total e Escolinha do Professor Raimundo e episódios dos seriados: Você Decide (Transas de Família, e Seria Trágico, se Não Fosse Cômico) . Com Chico Anysio contracenou no quadro “O Gaúcho 
Classe C”, no programa “Chico Total”.
Na dublagem, Estelita seu trabalho mais famoso foi a Bruxa da “Branca de Neve”. No cinema Estelita Bell começou em 1958, quando fez o filme: “Massagista de Madame”. Em “Bom Mesmo é Carnaval”, Estelita aparece como uma carola que quer defender a honra de sua cidade.

## Dublagens
- Elefanta Matriarca em Dumbo (2ª dublagem)
- Tia Sarah em A Dama e o Vagabundo[5]
- Bruxa em Branca de Neve e os Sete Anões (2ª dublagem)
- Godofreda em Mogli, O Menino Lobo [5]
- Mamãe Coelha em Robin Hood (1973 dublagem)
- Cigana em Scooby-Doo, Cadê Você?
- Tia Shrew em A ratinha valente (1982 dublagem)
- Camereira em As péripecias do ratinho detetive (1986 dublagem)
- Carlota em A Pequena Sereia
- Elizabeth Stroud (Thelma Ritter) - O Homem de Alcatraz
- Abadessa Joanne (Mary Anderson) - A Canção de Bernadette
- Esposa de Noé (Pupella Maggio) - A Bíblia: No Início
- Terri (Carey More) - Sexta Feira 13 Parte IV - Capítulo Final
- Sacerdotisa Vulcana (Judith Anderson) - Jornada nas Estrelas III: À Procura de Spock
- Tia Agatha (Ethel Griffies) - Bucha Para Canhão
- Frau Schmidt (Norma Varden) - A Noviça Rebelde

## Filmografia

### Televisão
| Ano  | Título                          | Personagem          | Notas                                           |
| ---- | ------------------------------- | ------------------- | ----------------------------------------------- |
| 2000 | Você Decide                     | Diva                | Episódios: "Transas de Família: Parte 3, 4 e 5" |
| 1999 | Você Decide                     | Diva                | Episódios: "Transas de Família: Parte 1 e 2"    |
| 1998 | Você Decide                     | Margarida Batista   | Episódio: "Seria Trágico, Se Não Fosse Cômico"  |
| 1996 | O Fim do Mundo                  | Maria Chupeta       |                                                 |
| 1996 | Salsa e Merengue                | Imaculada Muñoz     |                                                 |
| 1994 | Quatro por Quatro               | Eugênia             |                                                 |
| 1993 | Escolinha do Professor Raimundo | Ofélia              |                                                 |
| 1990 | Delegacia de Mulheres           | Risoleta            | Episódio : "Formicida & Guaraná"                |
| 1986 | Tele Tema                       | Matilde             | Episódio : "Luz, Câmera, Ação!"                 |
| 1984 | Caso Verdade                    | Zuleika             | Episódio : "A Terceira Idade"                   |
| 1983 | Caso Verdade                    | Benita              | Episódio : "Uma História de Amor"               |
| 1982 | Caso Verdade                    | Florentina          | Episódio : "Irmã Dulce"                         |
| 1982 | Caso Verdade                    | Alba                | Episódio : "Um Engano Mortal "                  |
| 1980 | Chega Mais                      | Vitória             |                                                 |
| 1974 | O Espigão                       | Marieta             | [ 6 ]                                           |
| 1974 | Corrida do Ouro                 | Mimi Borba          |                                                 |
| 1973 | O Bem-Amado                     | Cora Raimunda       |                                                 |
| 1973 | Chico City                      | Lana Turner/ Ofélia | 1973-1980                                       |
| 1970 | Irmãos Coragem                  | Regina              |                                                 |
| 1970 | Assim na Terra Como no Céu      | Consuelo            |                                                 |

### Cinema
| Ano  | Título                            | Personagem         |
| ---- | --------------------------------- | ------------------ |
| 1985 | Tropclip                          | Ciça               |
| 1981 | O Beijo no Asfalto                | Atendente do Hotel |
| 1978 | J.J.J., O Amigo do Super-Homem    | Dona Conceição     |
| 1977 | Quem Matou Pacífico?              | Dona Paula         |
| 1977 | Ódio                              | Nair               |
| 1976 | Tem Folga na Direção              | Margarida          |
| 1975 | O Caçador de Fantasma             | Guilhermina        |
| 1975 | Aventuras d'um Detetive Português | Intérprete         |
| 1974 | O Mau Caráter                     | Madame Cariosto    |
| 1971 | O Doce Esporte do Sexo            | —                  |
| 1970 | Memórias de um Gigolô             | Marina             |
| 1962 | Bom Mesmo é Carnaval              | Eudóxia            |
| 1961 | Mulheres, Cheguei!                | Madame Petit       |
| 1959 | Mulheres à Vista                  | Virtuosa           |
| 1959 | Massagista de Madame              | —                  |

## Teatro[8]
- 1981 - Calúnia
- 1978 - Lá em Casa É Tudo Doido
- 1976 - Vestido de Noiva
- 1974 - Chiquinha Gonzaga
- 1971 - O Camarada Mioussov
- 1931 - A Casa de Suzana
- 1931 - Amante em Férias
- 1931 -  Hotel de Livre Câmbio
- 1931 - Noite de Núpcias
- 1931 - O Guarda da Alfândega
- 1931 - O Quarto Número Décimo Sétimo
- 1931 - Pato Amarelo